# لبنان في الألعاب الأولمبية الصيفية 1988
 نافست لبنان في الألعاب الأولمبية الصيفية لعام 1988 في سيول ، كوريا . شارك 21 متسابقًا، 19 رجلاً وامرأتين، في 28 حدثًا في 8 رياضات. 

## الألعاب الرياضية

### رجالي

#### تتبع الأحداث
| رياضي     | أحداث | الحرارة  | الحرارة | الدور قبل النهائي | الدور قبل النهائي | نهائي    | نهائي    |
| رياضي     | أحداث | زمن      | موضع    | زمن               | موضع              | زمن      | موضع     |
| --------- | ----- | -------- | ------- | ----------------- | ----------------- | -------- | -------- |
| جهاد سلام | 100 م | 11.49    | 95      | لم يتقدم          | لم يتقدم          | لم يتقدم | لم يتقدم |
| ماهر عباس | 400 م | 51.29    | 70      | لم يتقدم          | لم يتقدم          | لم يتقدم | لم يتقدم |
| ماهر عباس | 800 م | 1: 53.76 | 58      | لم يتقدم          | لم يتقدم          | لم يتقدم | لم يتقدم |

### نساء

#### تتبع الأحداث
| رياضي     | أحداث | الحرارة | الحرارة | الدور قبل النهائي | الدور قبل النهائي | نهائي    | نهائي    |
| رياضي     | أحداث | زمن     | موضع    | زمن               | موضع              | زمن      | موضع     |
| --------- | ----- | ------- | ------- | ----------------- | ----------------- | -------- | -------- |
| مي ساردوك | 400 م | 60.01   | 45      | لم تتقدم          | لم تتقدم          | لم تتقدم | لم تتقدم |

## ملاكمة
| بلال المصري  | وزن خفيف          | أدريان دودسون (غيانا) · </br> L 5: 0          | لم يتقدم                              | لم يتقدم | لم يتقدم | لم يتقدم | لم يتقدم | لم يتقدم | لم يتقدم |
| ميرووان كسوف | المتوسط           | Michele Mastrodonato (إيطاليا) · </br> L RSCH | لم يتقدم                              | لم يتقدم | لم يتقدم | لم يتقدم | لم يتقدم | لم يتقدم | لم يتقدم |
| احمد المصري  | خفيف الوزن الثقيل |                                               | برنت كوسولوفسكي (كندا) · </br> L RSCH | لم يتقدم | لم يتقدم | لم يتقدم | لم يتقدم | لم يتقدم | لم يتقدم |

## ركوب الدراجات

### سباق الطريق
رجالي
| رياضي         | هدف         | زمن | مرتبة |
| ------------- | ----------- | --- | ----- |
| جورج حنين     | سباق الطريق | DNF | -     |
| هراتش زادريان | سباق الطريق | DNF | -     |

## سياج
رجالي
| رياضي       | هدف        | الدور التمهيدي | الجولة 32 | الجولة 16 | الربع النهائي | الدور قبل النهائي | نهائي    | الرتبة النهائية |
| ----------- | ---------- | -------------- | --------- | --------- | ------------- | ----------------- | -------- | --------------- |
| زاهي الخوري | رقائق      |                | لم يتقدم  | لم يتقدم  | لم يتقدم      | لم يتقدم          | لم يتقدم | 68              |
| زاهي الخوري | سلاح الشيش |                | لم يتقدم  | لم يتقدم  | لم يتقدم      | لم يتقدم          | لم يتقدم | 74              |
| ميشيل يوسف  | رقائق      |                | لم يتقدم  | لم يتقدم  | لم يتقدم      | لم يتقدم          | لم يتقدم | 52              |
| ميشيل يوسف  | سلاح الشيش |                | لم يتقدم  | لم يتقدم  | لم يتقدم      | لم يتقدم          | لم يتقدم | 78              |

## الجودو
رجالي
| رياضي       | هدف   | الجولة 32                                   | الجولة 16          | الدور ربع النهائي  | نصف النهائي        | جولة إعادة الضبط الأولى | إعادة ترتيب الدور ربع النهائي | إعادة ترتيب نصف النهائي | نهائي              |
| رياضي       | هدف   | معارضة </br> نتيجة                          | معارضة </br> نتيجة | معارضة </br> نتيجة | معارضة </br> نتيجة | معارضة </br> نتيجة      | معارضة </br> نتيجة            | معارضة </br> نتيجة      | معارضة </br> نتيجة |
| ----------- | ----- | ------------------------------------------- | ------------------ | ------------------ | ------------------ | ----------------------- | ----------------------------- | ----------------------- | ------------------ |
| روني خوام   | -71kg | Brown (بريطانيا العظمى) · </br> L 0000-1001 | لم يتقدم           | لم يتقدم           | لم يتقدم           | لم يتقدم                | لم يتقدم                      | لم يتقدم                | لم يتقدم           |
| كامل صبالي  | -65kg | Elmamoun (المغرب) · </br> L 0000-1101       | لم يتقدم           | لم يتقدم           | لم يتقدم           | لم يتقدم                | لم يتقدم                      | لم يتقدم                | لم يتقدم           |
| فادي سيكالي | -78kg | Tayot (فرنسا) · </br> L 0000-0200           | لم يتقدم           | لم يتقدم           | لم يتقدم           | لم يتقدم                | لم يتقدم                      | لم يتقدم                | لم يتقدم           |

## سباحة
رجالي
| رياضي         | أحداث            | الحرارة  | الحرارة | الدور قبل النهائي | الدور قبل النهائي | نهائي    | نهائي    |
| رياضي         | أحداث            | زمن      | مرتبة   | زمن               | مرتبة             | زمن      | مرتبة    |
| ------------- | ---------------- | -------- | ------- | ----------------- | ----------------- | -------- | -------- |
| أمين الدمياتي | 50 م حرة         | 27.34    | 67      | لم يتقدم          | لم يتقدم          | لم يتقدم | لم يتقدم |
| أمين الدمياتي | 100 م صدر        | 1: 14.40 | 57      | لم يتقدم          | لم يتقدم          | لم يتقدم | لم يتقدم |
| أمين الدمياتي | 200 م صدر        | 2: 44.34 | 51      | لم يتقدم          | لم يتقدم          | لم يتقدم | لم يتقدم |
| رامي القنطاري | 100 متر ظهر      | 1: 09.35 | 50      | لم يتقدم          | لم يتقدم          | لم يتقدم | لم يتقدم |
| رامي القنطاري | 200 متر ظهر      | 2: 40.29 | 41      | لم يتقدم          | لم يتقدم          | لم يتقدم | لم يتقدم |
| رامي القنطاري | 200 م فردي متنوع | 2: 34.53 | 56      | لم يتقدم          | لم يتقدم          | لم يتقدم | لم يتقدم |
| اميل لحود     | 100 متر حرة      | 1: 02.40 | 75      | لم يتقدم          | لم يتقدم          | لم يتقدم | لم يتقدم |
| اميل لحود     | 200 متر حرة      | 2: 16.39 | 63      | لم يتقدم          | لم يتقدم          | لم يتقدم | لم يتقدم |
| اميل لحود     | 400 متر حرة      | 4: 47.09 | 48      | لم يتقدم          | لم يتقدم          | لم يتقدم | لم يتقدم |

نساء
| رياضي     | أحداث       | الحرارة  | الحرارة | الدور قبل النهائي | الدور قبل النهائي | نهائي    | نهائي    |
| رياضي     | أحداث       | زمن      | مرتبة   | زمن               | مرتبة             | زمن      | مرتبة    |
| --------- | ----------- | -------- | ------- | ----------------- | ----------------- | -------- | -------- |
| نانسي خلف | 50 م حرة    | 30.77    | 50      | لم تتقدم          | لم تتقدم          | لم تتقدم | لم تتقدم |
| نانسي خلف | 100 متر حرة | 1: 06.73 | 56      | لم تتقدم          | لم تتقدم          | لم تتقدم | لم تتقدم |
| نانسي خلف | 200 متر حرة | DNS      | -       | لم تتقدم          | لم تتقدم          | لم تتقدم | لم تتقدم |

## رفع الاثقال
رجالي
| رياضي           | هدف                   | انتزع   | انتزع | نظيفة ورعشة | نظيفة ورعشة | مجموع     | مرتبة |
| رياضي           | هدف                   | نتيجة   | مرتبة | نتيجة       | مرتبة       | مجموع     | مرتبة |
| --------------- | --------------------- | ------- | ----- | ----------- | ----------- | --------- | ----- |
| محمد أمين علوان | وزن خفيف              | 95 كلغ  | 21    | 122.5 كلغ   | 21          | 217.5 كلغ | 20    |
| حسن القيسي      | في منتصف الوزن الثقيل | 135 كلغ | 19    | 172.5 كلغ   | 17          | 307.5 كلغ | 19    |
| خضر علوان       | وزن الذبابة           | 85 كلغ  | 23    | 100 كلغ     | 22          | 185 كلغ   | 21    |

## مصارعة

### اليونانية الرومانية رجال
| رياضي           | هدف     | الدور التمهيدي                                                                                               | واقفا                          | نهائي                  |
| رياضي           | هدف     | معارضة </br> أحرز هدفا                                                                                       | واقفا                          | معارضة </br> أحرز هدفا |
| --------------- | ------- | --- | ------------------------------ | ---------------------- |
| خضر بشارة </br> | 130 كجم | Lubomir David (تشيكوسلوفاكيا) · </br> L 0 -4 · </br> · </br> Duane Koslowski (الولايات المتحدة) </br> L 0 -7 | 8 في المجموعة </br> 12th عموما | لم يتقدم               |

## طالع
قائمة رافعي العلم اللبناني في الألعاب الأولمبية

## روابط خارجية
- التقارير الاولمبية الرسمية